# Briard
Briard je velké psí plemeno, jedno z mnoha honáckých plemen. Briard je známý už po staletí. Karel Veliký, Napoleon, Thomas Jefferson, Lafayette a Kellerovi, ti všichni měli briarda. Tohoto starobylého pasteveckého psa také využívala francouzská armáda jako hlídače, posla a vyhledávače zraněných vojáků díky jeho dobrému sluchu. Briard se stal známým po výstavě psů v Paříži v roce 1863 zásluhou vylepšeného vzhledu dosaženého křížením s beauceronem a pudlem. Za jméno vděčí Aubrimu z Montdidieru, člověku, který doufal, že vlastní prvního briarda, nebo francouzské provincii Brie, ačkoliv z ní asi nepochází. Ještě dnes slouží jako pastevecký pes, stejně jako vyhledávaný společník. Některé z jeho skvělých vlastností se využívají u policie, armády, na statcích s dobytkem, na pozemcích, které je potřeba hlídat. V současnosti populace briardů roste.
Vědci říkají, že je příbuzný s berger picardem.

## Popis

### Vzhled
Briard může mít několik jednotných barev (například černou nebo béžovou). Měří od 56 do 68 cm v kohoutku. Kupírování uší bylo u plemen běžné, ale víc chovatelů od tradice upouští a uši nechávají přírodní od té doby, co je kupírování v mnoha zemích včetně Francie zakázané. Jejich dlouhá srst vyžaduje náročnou péči.
Byli původně chováni pro pastevectví. V dnešní době jsou ale spíš hlídacími psy. Toto je odlišuje od ostatních plemen. Od těch, co jen vedou stádo a od těch, co jen hlídají. Psi z chovu jen pro pastevectví jsou menší, živější a rychleji jedí. Psi, kteří hlídají bývají větší a těžší.
Charakteristikou plemene je střední velikost, temperament a hrubá srst.

### Temperament

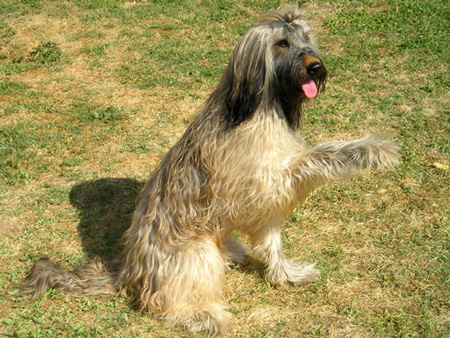
Jedna z barevných variant s přírodníma ušima

Briard je svému pánu velmi věrný a chrání ho. Je také nazýván srdcem zabaleným v kožichu. Upne se na celou rodinu svého majitele a od té doby ji bude navždy bránit. Mohou se stranit cizích – problém pro ně může být i nový nábytek či nové dítě v domě. Potřebují dokázat, že nový vetřelec je přátelský a nekonfliktní. Osvědčili se jako dobré plemeno k dětem.
Je také důležité, aby se seznámili s různými situacemi a lidmi různého věku. Socializace ve velmi nízkém věku je nezbytná. Také chůze je nutná co možná nejčastěji.
Briard byl po staletí chován, aby vedl a chránil stáda ovcí. Pro briarda jsou jeho lidé "stádo" a každá cizí osoba může být nepřítel – "vlk". Když ho necháte zjistit, že veřejnost je vcelku přátelská a neublíží, pomůžete mu k celoživotní socializaci a tím z něj vychováte šťastného psa. Tato socializace ale obvykle nezmění jeho snahu ochraňovat rodinu. Poznamenejte si, že jestli je briard sám déle jak 2 hodiny, dostane se do stresu o své "stádo" a může se poškrábat a pokousat. Je důležité s ním trávit veškerý čas.
Briard má velmi dobrou paměť. Když se něco naučí, dobré nebo zlé, bude si to pamatovat ještě dlouho. Někdy se mohou zdát velmi paličatí, ale to patří k jejich povaze. Po staletí byli chováni sami, takže přemýšleli o samotě (jen se stádem) a rozhodovali se sami.
Toto jsou vlastnosti, které si briard udržel dlouho. Dokonce i když žije ve městě, zachovává si schopnost vedení stáda. Jestli se během života setkají se stádem dobytka, automaticky začnou dělat to, k čemu jsou stvořeni. Někdy dokonce jemně kousají lidi do kotníku, aby je dovedli domů.

## Zdraví
Průměrná délka života: 10 - 12 let.
Briarda mohou potrápit problémy s pohybovým aparátem, a to zejména dysplazie kyčelního a loketního kloubu, první zmiňovaná je vyšetřována při přijetí do chovu. Je vhodné preventivně podávat kloubní výživu, která napomáhá regenerací chrupavek i šlach. 
Dalším možným onemocněním, které se při přijetí do chovu testuje, je kongenitální stacionární noční slepota, což je dědičná porucha sítnice, jejímž důsledkem je slepota. 
U briarda se dále může objevit torze žaludku, tedy akutní stav, který vyžaduje okamžitý zásah veterinárního lékaře. Jedná se o zaškrcení přívodu i vývodu žaludku, což je nutné řešit operativně.